# العمود الرمادي الخلفي
العمود الرمادي الخلفي (بالإنجليزية: Posterior grey column)‏ للحبل الشوكي هو أحد الأعمدة الرمادية الثلاثة للحبل الشوكي.[بحاجة لمصدر]
يحتوي العمود الخلفي على أجسام الخلايا العصبية الحسية من الدرجة الثانية ومشابكها مع الخلايا العصبية الحسية من الدرجة الأولى الكاذبة (التي تقع أجسامها الخلوية داخل العقد الحسية). يتلقى عدة أنواع من المعلومات الحسية من أجزاء الجسم (بما في ذلك اللمس الناعم واستقبال الحس العميق والاهتزاز) من المستقبلات الموجودة في الجلد والعظام والمفاصل.